# Centro de Cultura José Octávio Guizzo
O Centro Cultural José Octávio Guizzo é um órgão do Governo do Estado de Mato Grosso do Sul localizado em Campo Grande, utilizado para apresentações artísticas como shows, peças teatrais, encontros, palestras, espetáculos de dança etc. Está localizado na rua 26 de Agosto, 453 - Centro, e é um dos principais pontos de atração da Capital.
Histórico: O Centro Cultural José Octavio Guizzo (CCJOG) é um espaço dedicado à geração, formação e difusão da cultura sul-mato-grossense. Em quase duas décadas de funcionamento, o complexo arquitetônico CCJOG possui aparato que possibilita a realização de oficinas de artes, espetáculos, exposições, palestras, exibições de videos e eventos similares. Sua estrutura abriga a Sala de Convenções Rubens Corrêa, Galeria de Exposições Wega Nery, Ateliê de Artes, Sala de Ensaios Conceição Ferreira, Sala de Música, Sala Central e Teatro Aracy Balabanian. No CCJOG acontecem oficinas de dança, música, teatro, artes plásticas e capoeira, além de espetáculos e exposições.

## Dependências
- Com apresentação do 1°CD da Banda HB12 dia 30 de Abril as 19:00